# Hexarthrius rhinoceros chaudoiri
Hexarthrius rhinoceros chaudoiri es una subespecie de coleóptero de la familia Lucanidae.

## Distribución geográfica
Habita en Sumatra (Indonesia).